# Coppa Titano 2017-2018
La Coppa Titano 2017-2018 è stata la 60ª edizione della coppa nazionale Sanmarinese. La squadra campione in carica era il Tre Penne. La squadra La Fiorita ha vinto il trofeo per la quinta volta nella sua storia.

## Formula
Le quindici squadre del campionato sammarinese sono state divise in quattro gironi. Le prime due squadre di ogni gruppo si qualificano alla fase finale a eliminazione diretta.

## Primo turno

### Gruppo A
| Pos. | Squadra        | Pt | G | V | N | P | GF | GS | DR  |
| ---- | -------------- | -- | - | - | - | - | -- | -- | --- |
| 1.   | Folgore        | 14 | 6 | 4 | 2 | 0 | 14 | 3  | +11 |
| 2.   | Juvenes/Dogana | 12 | 6 | 3 | 3 | 0 | 11 | 5  | +6  |
| 3.   | Murata         | 4  | 6 | 1 | 1 | 4 | 6  | 15 | -9  |
| 4.   | San Giovanni   | 2  | 6 | 0 | 2 | 4 | 4  | 12 | -8  |

|                  | FoF   | JuD   | Mur   | SGi   |
| ---------------- | ----- | ----- | ----- | ----- |
| Folgore/Falciano |       | 1 - 1 | 3 - 0 | 2 - 0 |
| Juvenes/Dogana   | 0 - 0 |       | 4 - 1 | 1 - 1 |
| Murata           | 1 - 4 | 1 - 3 |       | 1 - 1 |
| San Giovanni     | 1 - 4 | 1 - 2 | 0 - 2 |       |

### Gruppo B
| Pos. | Squadra    | Pt | G | V | N | P | GF | GS | DR  |
| ---- | ---------- | -- | - | - | - | - | -- | -- | --- |
| 1.   | La Fiorita | 15 | 6 | 5 | 0 | 1 | 14 | 4  | +10 |
| 2.   | Domagnano  | 13 | 6 | 4 | 1 | 1 | 13 | 5  | +8  |
| 3.   | Tre Fiori  | 7  | 6 | 2 | 1 | 3 | 6  | 5  | +1  |
| 4.   | Cailungo   | 0  | 6 | 0 | 0 | 6 | 1  | 20 | -19 |

|            | Cai   | Dom   | LaF   | TFi   |
| ---------- | ----- | ----- | ----- | ----- |
| Cailungo   |       | 0 - 4 | 0 - 6 | 0 - 2 |
| Domagnano  | 3 - 0 |       | 1 - 2 | 1 - 1 |
| La Fiorita | 2 - 0 | 2 - 3 |       | 1 - 0 |
| Tre Fiori  | 3 - 1 | 0 - 1 | 0 - 1 |       |

### Gruppo C
| Pos. | Squadra    | Pt | G | V | N | P | GF | GS | DR |
| ---- | ---------- | -- | - | - | - | - | -- | -- | -- |
| 1.   | Virtus     | 15 | 6 | 5 | 0 | 1 | 12 | 6  | +6 |
| 2.   | Faetano    | 10 | 6 | 3 | 1 | 2 | 9  | 7  | +2 |
| 3.   | Libertas   | 9  | 6 | 3 | 0 | 3 | 6  | 7  | -1 |
| 4.   | Fiorentino | 1  | 6 | 0 | 1 | 5 | 4  | 11 | -7 |

|            | Fae   | Fio   | Lib   | Vir   |
| ---------- | ----- | ----- | ----- | ----- |
| Faetano    |       | 2 - 0 | 2 - 0 | 0 - 1 |
| Fiorentino | 2 - 2 |       | 1 - 2 | 0 - 2 |
| Libertas   | 0 - 1 | 1 - 0 |       | 1 - 2 |
| Virtus     | 4 - 2 | 2 - 1 | 1 - 2 |       |

### Gruppo D
| Pos. | Squadra    | Pt | G | V | N | P | GF | GS | DR  |
| ---- | ---------- | -- | - | - | - | - | -- | -- | --- |
| 1.   | Tre Penne  | 15 | 6 | 5 | 0 | 1 | 20 | 8  | +12 |
| 2.   | Cosmos     | 7  | 6 | 2 | 1 | 3 | 11 | 13 | -2  |
| 3.   | Pennarossa | 4  | 6 | 1 | 1 | 4 | 6  | 16 | -10 |

|            | Cos   | Pen   | TPe   |
| ---------- | ----- | ----- | ----- |
| Cosmos     |       | 4 - 1 | 2 - 4 |
| Pennarossa | 2 - 0 |       | 1 - 3 |
| Tre Penne  | 4 - 2 | 5 - 0 |       |

|            | Cos   | Pen   | TPe   |
| ---------- | ----- | ----- | ----- |
| Cosmos     |       |       | 2 - 1 |
| Pennarossa | 1 - 1 |       |       |
| Tre Penne  |       | 3 - 1 |       |

## Fase finale

### Quarti di finale
| Squadra 1      | Risultato   | Squadra 2 |
| -------------- | ----------- | --------- |
| 17 aprile 2018 |             |           |
| La Fiorita     | 5 - 1 (dts) | Faetano   |
| Juvenes/Dogana | 4 - 2 (dts) | Virtus    |
| 18 aprile 2018 |             |           |
| Folgore        | 1 - 0       | Cosmos    |
| Domagnano      | 1 - 4       | Tre Penne |

### Semifinali
| Squadra 1      | Risultato | Squadra 2      |
| -------------- | --------- | -------------- |
| 21 aprile 2018 |           |                |
| La Fiorita     | 2 - 0     | Juvenes/Dogana |
| Folgore        | 0 - 1     | Tre Penne      |

### Finale
| Squadra 1      | Risultato   | Squadra 2 |
| -------------- | ----------- | --------- |
| 25 aprile 2018 |             |           |
| La Fiorita     | 3 - 2 (dts) | Tre Penne |